# Kies de Kluis
Kies de Kluis was een televisiequiz van de Nederlandse omroep TROS, gepresenteerd door Marc Klein Essink. Het spel werd gespeeld door twee teams van twee kandidaten.

## Ronde 1
De eerste ronde bestaat uit tien vragen met twee mogelijke antwoorden. Eentje ziet het team wel, de andere niet. Aan de kandidaten te raden of ze meteen voor het zichtbare antwoord kiezen, of voor het onbekende Er wordt gelijk verteld of het antwoord goed is of niet. Bij een goed antwoord, mag het team naar de kluizenwand om geld te verdienen. Bij een fout antwoord, gaan de beurt en het tot dan verdiende geld over naar het andere team. Het team dat na de tiende vraag de beurt heeft, gaat naar de finale.
Kluizenwand:
Er zijn twintig kluisjes. In achttien kluisjes zitten geldbedragen tussen de 100 en de 50.000 euro. In de laatste twee zit een "bom". Pakt het team een bom, dan verliezen ze ogenblikkelijk de beurt én het tot dan toe verdiende speelgeld.
Het team mag twee kluizen kiezen. De eerst gekozen kluis wordt opengemaakt. Dan moet het team beslissen of ze het geld nemen of niet. Als ze het niet nemen, nemen ze het risico dat de tweede kluis minder geld of een bom bevat. Na het pakken van het geld, wordt ronde 1 vervolgd. Was het de laatste vraag, dan speelt het team dat de beurt heeft de finale.

## Finale
Er zijn vijf kluizen. Aan het begin zitten ze nog in de grond.
Het finaleteam krijgt vijf vragen die op dezelfde manier moeten worden beantwoord als in ronde 1. Daarna worden de antwoorden een voor een gecontroleerd. Eerst komen de goede antwoorden terug, daarna de eventuele foute. Ze moeten bij elk antwoord opnieuw beslissen of ze denken dat het antwoord echt goed is. Gaan ze ervoor en klopt het ook, dan zakt er een lege kluis weg. Is het fout, dan is de finale over. Bij twijfel mag er altijd worden gestopt. Dan mag er gekozen worden uit de kluizen die nog over zijn. Er is ten minste één goed antwoord nodig om de kluizen omhoog te krijgen. Hebben ze niks goed, dan winnen ze dus niks.
Het moment van de waarheid
Wanneer de kandidaten zijn gestopt, zijn er afhankelijk van het aantal juiste antwoorden nog een bepaald aantal kluizen over. Uit die kluizen moet gekozen worden. Als het de juiste kluis is, is de finale gewonnen en krijgt het team het geld dat in ronde 1 is gewonnen. Dat kan meer dan 100.000 euro zijn. Het hoogst gewonnen bedrag was € 164.750.

## Niet meer op TV
De eerste uitzending was in het voorjaar van 2006, het tweede en tevens laatste seizoen werd in het najaar van 2006 uitgezonden.